# Magistralni put M1 (Montenegro)
Der Magistralni put M1 ist eine Nationalstraße in Montenegro, die von der kroatischen Grenze bei Debeli Brijeg entlang der adriatischen Küste über Kotor, Budva, Bar und Ulcinj bis zur albanischen Grenze bei Vladimir führt. Die Länge der Straße beträgt 163 km.
Die M1 ersetzt seit der Neunummerierung der montenegrinischen  Hauptstraßen im Jahr 2016 im Norden die auf die frühere jugoslawische Nummerierung zurückgehenden Magistralni put M2 und im südlichen Bereich die Magistralni put M2-4. Die frühere M2 biegt dagegen weiterhin unter der Bezeichnung Magistralni put M2 in Petrovac na moru ab und führt über Virpazar, die Landeshauptstadt Podgorica, Kolašin und Bijelo Polje zur Grenze nach Serbien.

## Verlauf
Die M1 ist die südliche Fortsetzung der kroatische Državna cesta D8.
Sie führt auf der Trasse der ehemaligen M2 über Kotor und Budva (mit Abzweig des Magistralni put M10, die früherer M2-3 von Budva über Cetinje nach Podgorica) nach Petrovac na moru, wo die heutige M2 abzweigt. Bei Sutomore zweigt der Magistralni put M1.1 durch den Sozina-Tunnel nach Virpazar ab, wo er auf den M2 trifft.
Von Sutorina führt die Straße auf der Trasse des ehemaligen Magistralni put M2-4 nach Bar (Hafenstadt mit Fährverbindung nach Bari in Italien) und weiter nach Ulcinj. Dort verlässt die M1 die Küste und führt in das Hinterland der Rumija nach Vladimir und zum Grenzübergang Sukobin nach Albanien. Im Nachbarland findet sie als Rruga shtetërore SH41 ihre Fortsetzung bis Shkodra.